# Manawatu United
Manawatu United – nowozelandzki, klub piłkarski z siedzibą Palmerston North. działający w latach 2004–2015.

## Historia
Klub został założony jako YoungHeart Manawatu. W latach 2004–2013 występował w New Zealand Football Championship.